# Hans von Boehn

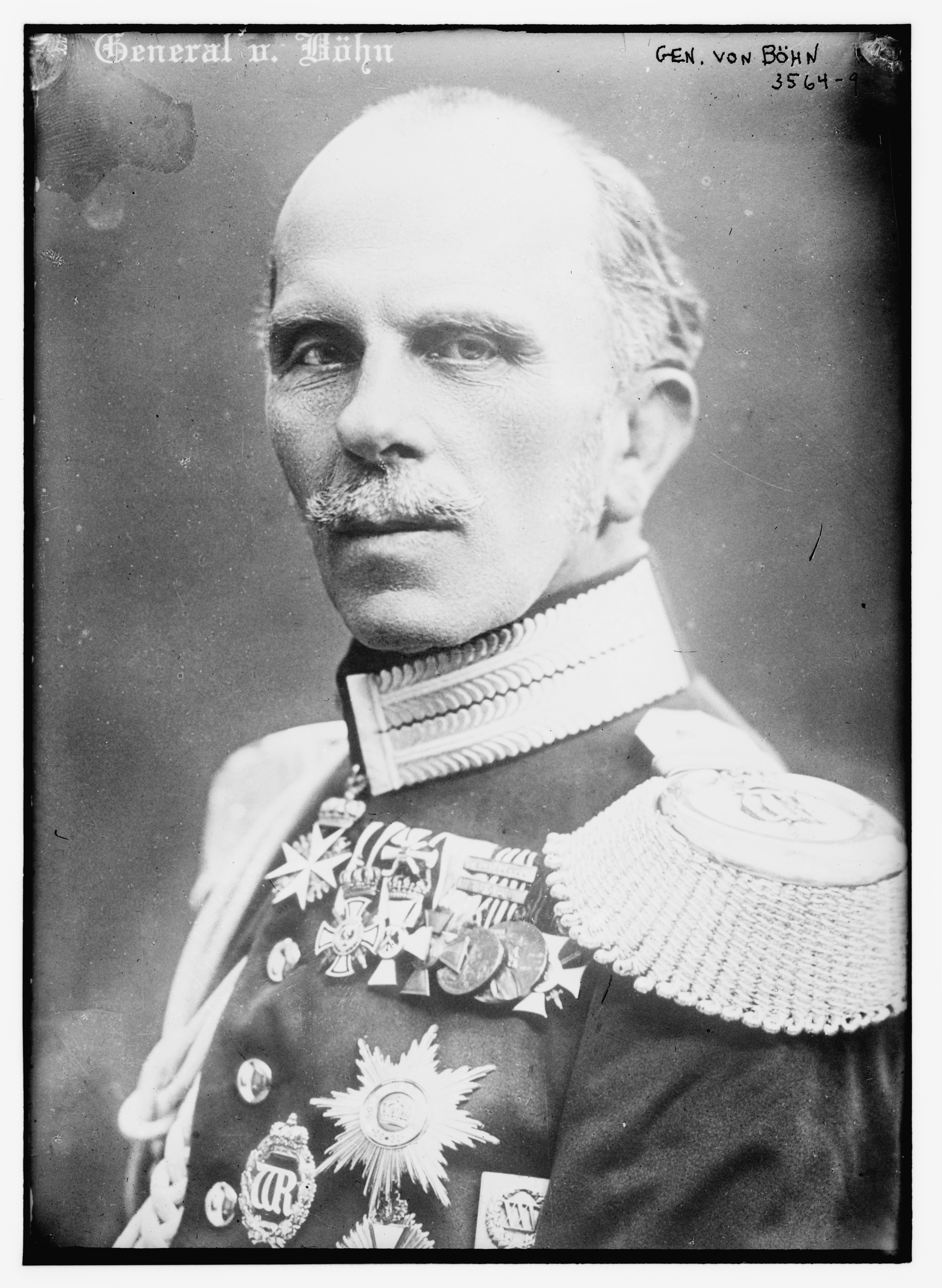
Hans von Boehn, um 1912

Hans Mathias Ludwig Philipp von Boehn (* 2. Juni 1853 in Stolp; † 31. März 1931 in Berlin) war ein preußischer General der Kavallerie.

## Leben

### Herkunft
Hans von Boehn entstammte dem 2. Ast (Haus Besow-Silkow) der II. Linie des pommerschen Adelsgeschlechts von Boehn. Er war ein Sohn des preußischen Generalleutnants Julius von Boehn (1820–1893) und dessen Ehefrau Josefa, geborene Cords (1830–1883). Sein älterer Bruder Max (1850–1921) wurde preußischer Generaloberst und Armeeführer im Ersten Weltkrieg.

### Militärkarriere
Nach dem Besuch des Kadettenkorps wurde von Boehn am 18. Oktober 1871 als charakterisierter Portepeefähnrich dem 1. Garde-Regiment zu Fuß der Preußischen Armee überwiesen und avancierte bis Mitte April 1873 zum Sekondeleutnant. Ende Juni 1874 folgte seine Versetzung in das 2. Hanseatische Infanterie-Regiment Nr. 76 und von Ende Mai 1876 bis Ende November 1877 war er zur Schloßgarde-Kompanie kommandiert. Mit der Versetzung in das Westfälische Ulanen-Regiment Nr. 5 wechselte Boehn am 15. Januar 1878 die Waffengattung und stieg Mitte März 1883 zum Premierleutnant auf. Im gleichen Jahr sowie drei Jahre später nahm er an der Generalstabsreise des VII. Armee-Korps teil. Für viereinhalb Monate ließ Boehn sich ab Dezember 1896 nach Ägypten beurlauben, diente anschließend als Regimentsadjutant und wurde am 15. Oktober 1888 mit der Beförderung zum Rittmeister Chef der 4. Eskadron. Unter Stellung à la suite seines Regiments war er ab Mitte September 1893 als Adjutant zum Generalkommando des VII. Armee-Korps in Münster kommandiert und erhielt Ende August 1895 den Charakter als Major. Unter Belassung in seinem Kommando wurde ihm am 12. September 1895 das Patent zu seinem Dienstgrad verliehen.
Am 11. August 1896 erfolgte seine Ernennung zum diensttuenden Flügeladjutanten von Kaiser Wilhelm II. Boehn rückte Anfang Juni 1900 zum Oberstleutnant auf und war vom 16. August 1900 bis zum 5. August 1901 dem Oberbefehlshaber des Armeeoberkommandos in Ostasien, Generalfeldmarschall Alfred von Waldersee, zugeteilt. In dieser Stellung nahm er während der Niederschlagung des Boxeraufstandes am Gefecht bei Tse King Kuan teil und erhielt für sein Wirken das Ritterkreuz des Königlichen Hausordens von Hohenzollern mit Schwertern. Unter Belassung in seinem Verhältnis als Flügeladjutant war Boehn ab dem 26. März 1902 Kommandeur des 1. Garde-Ulanen-Regiments, avancierte einen Monat später zum Oberst und wurde am 27. Januar 1904 mit der Führung der 1. Garde-Kavallerie-Brigade beauftragt. Als Generalmajor war er vom 16. Oktober 1906 bis zum 24. Mai 1907 Kommandeur dieser Brigade. Anschließend zum Kommandanten von Berlin ernannt, wurde Boehn am 27. Januar 1909 unter Belassung in dieser Stellung zum General à la suite des Kaisers ernannt und im Jahr darauf zum Generalleutnant befördert. In Genehmigung seines Abschiedsgesuches wurde Boehn am 30. Januar 1913 mit der gesetzlichen Pension zur Disposition gestellt und ihm die Erlaubnis zum Tragen der Uniform des 1. Garde-Ulanen-Regiments erteilt.
Während des Ersten Weltkriegs wurde Boehn als Kommandant von Berlin wiederverwendet. Er war Rechtsritter des Johanniterordens.

### Familie
Boehn hatte sich am 16. Oktober 1903 in Berlin mit der Witwe des preußischen Rittmeisters Konrad von Blücher (1855–1895), Virginie Freiin von Beaulieu-Marconnay (1864–1939), Tochter der Anna Freiin von Fritsch und des Karl von Beaulieu-Marconnay, verheiratet. Aus der Ehe gingen die Tochter Wilhelmine (1904–1987) und der Sohn Hans-Joachim (1905–1971) hervor. Die Grabstätte des Paares auf dem Invalidenfriedhof Berlin ist erhalten.
Zwei um 1908 von Bildhauer Wilhelm Wandschneider modellierte Büsten des Paares gelten heute als verschollen.

## Schriften
- Geschichte des Westfälischen Ulanen-Regiments Nr. 5. August Bagel, Düsseldorf [1890].